# Perlis
Perlis (Jawi:بيرلس) o Perlis Indera Kayangan, és l'estat més petit de Malàisia. Es troba a la part septentrional de la costa oest de la Península de Malàisia i fa frontera amb Tailàndia al nord i al sud amb Kedah.
La població era de 198,335 el 2000. La composició ètnica era de malais (166,200 o 78%), xinesos (24,000, o 17%), hindis (3,700), altres (5,400), i altres bumiputra (600).
La capital de Perlis és Kangar i la capital reial és Arau. Una altra ciutat important és Padang Besar, a la frontera nord. El principal port és la petita vila de Kuala Perlis.